# چکاوک آسمانی بزرگ

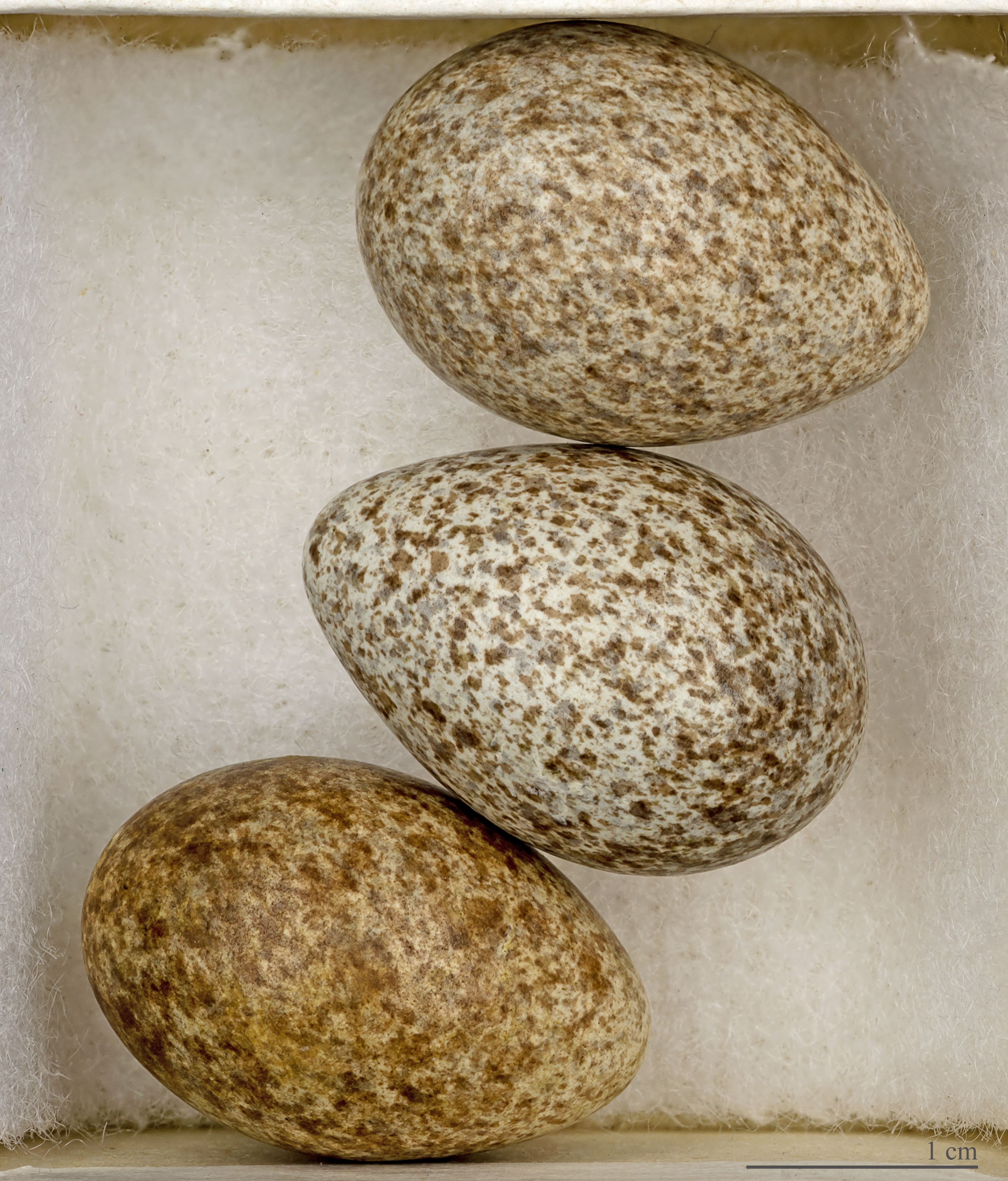
Alauda arvensis

 چکاوک آسمانی بزرگ یا چکاوک آسمانی پرندۀ کوچکی از تیره چکاوکان می‌باشد. این گونه از چکاوک‌ها در بیشتر بخش‌های اروپا و آسیا و در کوهستان‌های آفریقای شمالی یافت می‌شوند. چکاوک‌هایی که در غرب زندگی می‌کنند، عمدتاً ساکن و غیرمهاجر هستند و آن دسته‌شان که در شرق زندگی می‌کنند، معمولاً مهاجرند و در زمستان به جنوب مهاجرت می‌کنند. البته بیشتر چکاوک‌هایی که در غرب معتدل زندگی می‌کنند، در زمستان به سواحل و سرزمین‌های پست‌تر مهاجرت می‌کنند. چکاوک‌های آسیایی هم بدون ساختن آشیانه در آلاسکا دیده شده‌اند. این پرنده همچنین در هاوایی شمال غرب آمریکا، شرق استرالیا و نیوزیلند دیده شده‌است. این پرنده اغلب بر فراز پارک‌ها و زمین‌های نامحصور پرواز می‌کند و در حال پرواز آواز می‌خواند. این پرنده در سوراخ‌های کوچک روی زمین آشیانه می‌سازد و سطح آن را با علف می‌پوشاند.